# Zenon Waśniewski
Zenon Michał Jan Waśniewski (ur. 11 grudnia 1891 w Tarnowie, zm. w kwietniu 1945 w obozie Bergen-Belsen, Niemcy) – polski poeta i literat, malarz, grafik i tłumacz poezji niemieckiej; artysta związany z Chełmem.

## Życiorys

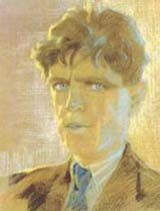
Zenon Waśniewski, autoportret, 1941

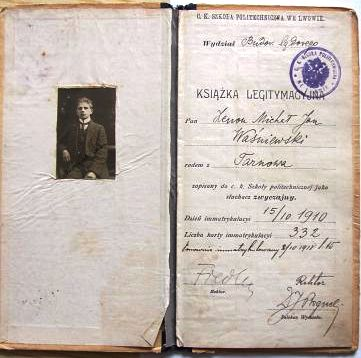
Indeks Zenona Waśniewskiego

W latach 1912–1914 studiował architekturę w Szkole Politechnicznej we Lwowie. Po ukończeniu studiów (w latach 1919–1921) pracował jako nauczyciel rysunku w Radzyniu Podlaskim. W roku 1921 przeniósł się do Chełma. W latach 1936–1939 był członkiem Związku Artystów Plastyków w Lublinie.
Od 1933, wspólnie z Kazimierzem Andrzejem Jaworskim, był wydawcą czasopisma literacko-artystycznego Kamena. Oprócz tego był także jego skarbnikiem i grafikiem.
W Kamenie zamieszczał głównie recenzje nowo-wydawanych książek i swoje tłumaczenia poezji niemieckiej, takich poetów jak Alfreda Henschka, Georga Heima, Conrada Ferdinanda Meyera, Gustava Falkego, Hansa Carossy i innych. Ilustrował także czasopismo linorytami własnego autorstwa.
Jako malarz miał swoje wystawy prac m.in. w Zachęcie.
Utrzymywał bliskie stosunki z Brunonem Schulzem (prowadził z nim korespondencję, namalował kilka jego portretów i był autorem pierwszego opowiadania, którego głównym bohaterem jest Bruno Schulz).
Po klęsce wrześniowej brał czynny udział w konspiracji. Aresztowany 8 października 1942, trafił do obozu koncentracyjnego: najpierw na Majdanku, potem w Oświęcimiu i Sachsenhausen, a w końcu do obozu w Bergen-Belsen, gdzie zginął w kwietniu 1945.

## Ważniejsze prace literackie i ich zbiory
- Dziennik wojenny, Chełm, Stowarzyszenie Rocznik Chełmski, 2011 (wyd. pośm.)
- Taki mój los: wiersze, Chełm, Chełmska Biblioteka Publiczna, Stowarzyszenie Bibliotekarzy Polskich. Zarząd Okręgu, 1999 (wyd. pośm.)

## Źródła
- Zobacz  zbiór prac Zenona Waśniewskiego w Wikilivres (dawniej Bibliowiki)
- Zenon Waśniewski – biografia
- Dane z internetowego katalogu Biblioteki Narodowej w Warszawie